# João Bernardo Vieira

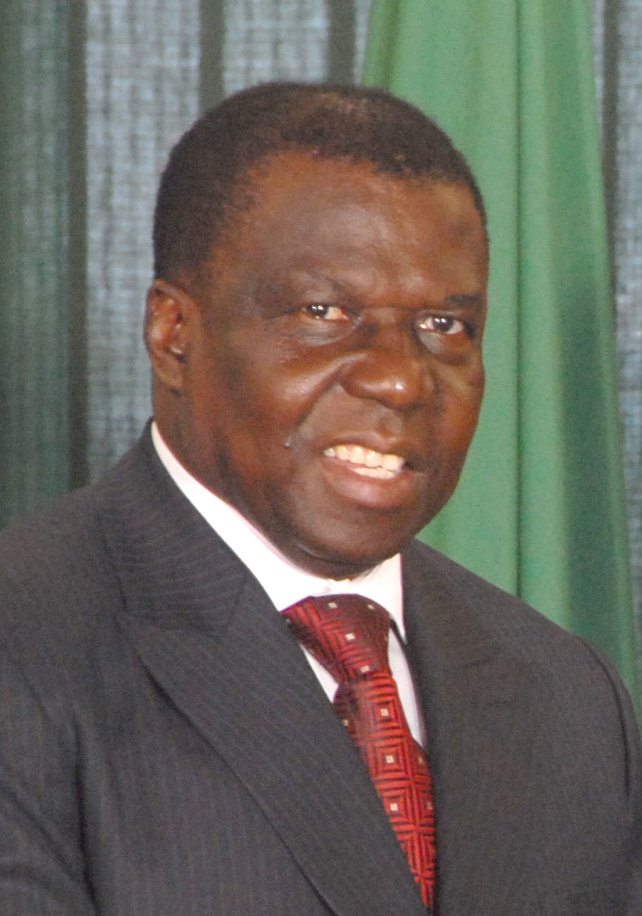
João Bernardo Vieira (2007)

João Bernardo Vieira ['ʒu̯ɐ̃u̯ bərˈnardu 'vi̯ɐi̯rɐ] (genannt Nino; * 27. April 1939 in Bissau; † 2. März 2009 ebenda) war von 1980 bis 1999 und von 2005 bis zu seiner Ermordung durch Militärs am 2. März 2009 Präsident von Guinea-Bissau.

## Unabhängigkeitskrieg
Vieira war ursprünglich Elektriker und schloss sich 1960 der Unabhängigkeitsbewegung Partido Africano da Independência da Guiné e Cabo Verde (PAIGC) an, die bis 1974 einen Guerillakrieg gegen Portugal führte. 1960 erhielt er eine militärische Ausbildung in der Volksrepublik China und war 1964 als Kommandeur der „Südfront“ für das Grenzgebiet zu Guinea zuständig. Daneben gehörte er dem Politbüro der PAIGC an. 1970 wurde er Mitglied des Kriegsrates von Guinea-Bissau und nach der einseitigen Unabhängigkeitserklärung am 24. September 1973 Verteidigungsminister sowie Abgeordneter der Volksversammlung und bis 1978 deren Präsident. 1973 wurde er auch Generalsekretär der PAIGC. Seit seiner Zeit als Partisanenkommandeur wurde er Nino genannt.

## Präsident 1980 bis 1999

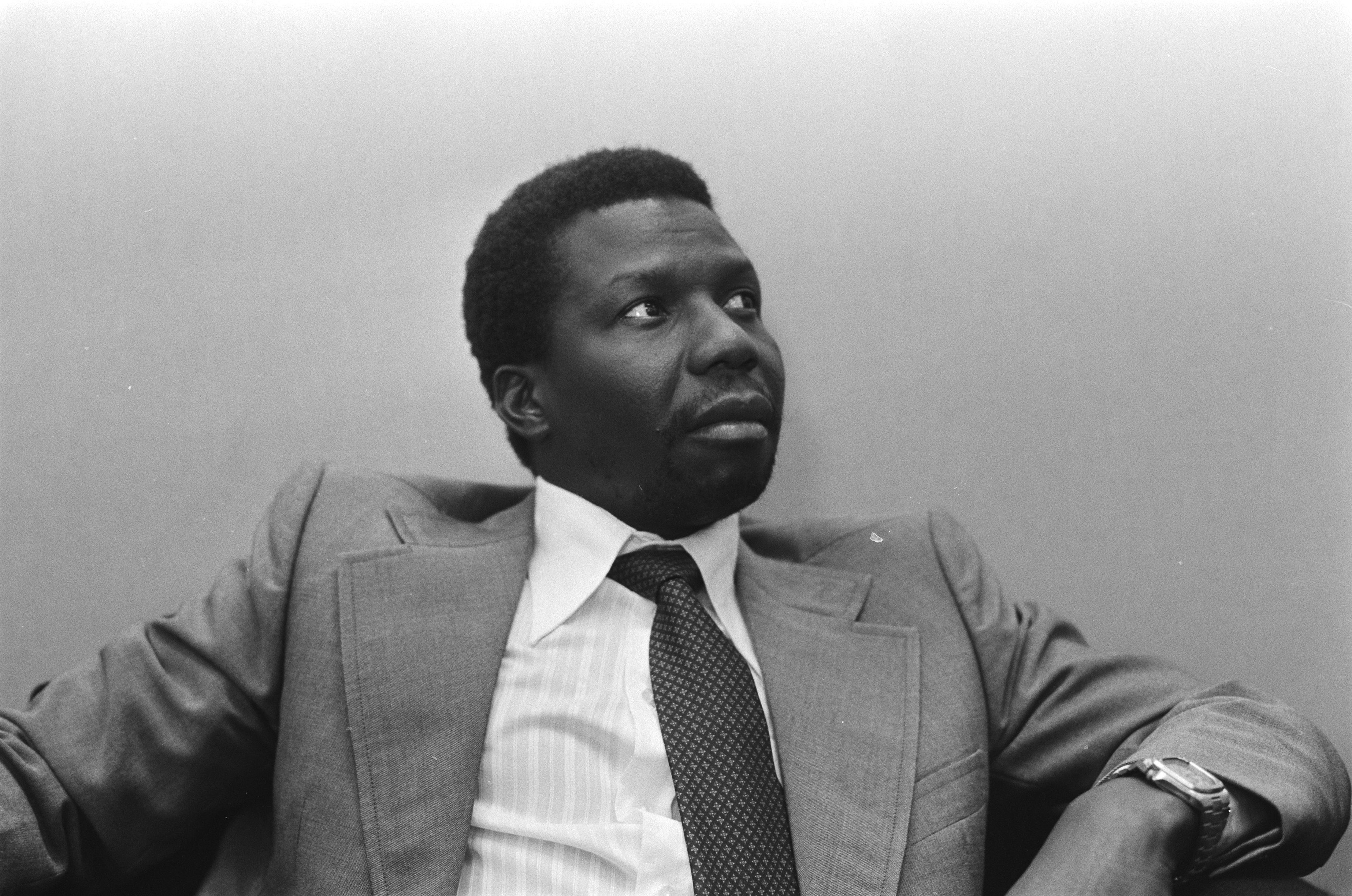
Vieira im September 1980

Am 28. September 1978 wurde er Premierminister, später zusätzlich Kommandeur des Heeres, wobei die Regierung durch die schlechte wirtschaftliche Lage zunehmend unpopulärer wurde. In einem unblutigen Putsch stürzte er am 14. November 1980 den Präsidenten Luís de Almeida Cabral und wurde als Vorsitzender eines neunköpfigen Revolutionsrates Staatsoberhaupt. 1981 übernahm er auch den Vorsitz der PAIGC. Vieiras Putsch beendete zugleich die starke Position der Kapverdier in der Führung Guinea-Bissaus, die noch auf die Zeit des PAIGC-Gründers Amílcar Cabral, des 1973 getöteten Halbbruders des gestürzten Präsidenten zurückging.
Nach Verabschiedung einer neuen Verfassung wurde Parlamentspräsidentin Carmen Pereira am 14. Mai 1984 für zwei Tage Staatsoberhaupt, bevor Vieira diese Position am 16. Mai, nunmehr als gewählter Staats- und Regierungschef in seiner Funktion als Vorsitzender des fünfzehnköpfigen Staatsrates, wieder einnahm. Die Liste der Einheitspartei PAIGC hatte im April 1984 96 % der Stimmen erhalten.
1991 setzte in Guinea-Bissau eine Demokratisierung ein und es wurden neue Parteien zugelassen. War Vieiras Wiederwahl 1989 reine Formsache, musste er sich 1994 erstmals einer demokratischen Wahl stellen. Dabei erreichte er im ersten Wahlgang am 3. Juli 1994 46,2 % der Stimmen und siegte am 7. August 1994 mit 52,02 % gegen den 1989 aus der PAIGC ausgeschlossenen Kumba Ialá von der Partido para a Renovação Social (PRS). Bei den Parlamentswahlen, die ebenfalls am 3. Juli stattfanden und seit der Ankündigung freier Wahlen 1991 mehrmals verschoben worden waren, errang die PAIGC die Mehrheit.
Im Juni 1998 begann nach der Suspendierung des Stabschefs des Militärs, General Ansumané Mané, aufgrund illegaler Waffengeschäfte am 10. Mai 1998 ein Militärputsch, der aber mit Hilfe senegalesischer und guineischer Truppen niedergeschlagen werden konnte. Im August wurde in Praia ein Waffenstillstandsabkommen geschlossen, das bis Mitte Oktober hielt. Nach erneuten Kämpfen wurde im November von Vieira und Mané in Abuja ein Friedensvertrag unterzeichnet. Zur Sicherung des Abkommens wurde eine Friedenstruppe der Westafrikanischen Wirtschaftsgemeinschaft ECOWAS entsandt. Im Dezember wurde mit Francisco Fadul ein Vertrauter Manés von Vieiras Gegnern zum neuen Premierminister nominiert. Da sich Vieira und Fadul nicht über die Zusammensetzung der Regierung einigen konnten, zog sich die Regierungsbildung bis Februar 1999 hin. Nachdem Guinea und der Senegal im März ihre Truppen zurückgezogen hatten, verlor Vieira rasch die Kontrolle. Seit Ende Januar war es wieder zu Gefechten gekommen. Am 6. Mai kapitulierten Vieiras Truppen, er selber floh zunächst in die französische, dann in die portugiesische Botschaft. Die neue Führung erlaubte ihm im Juni, nach Portugal ins Exil zu gehen, wo er Asyl erhielt.

## Präsident 2005
Am 7. April 2005 kehrte Vieira aus dem Exil zurück und erklärte seine Kandidatur für die Präsidentschaftswahlen. In einer öffentlichen Erklärung bedauerte er Fehler und Unrecht während seiner Herrschaft in den Jahren nach 1980. Zunächst wurde den ehemaligen Staatschefs die Teilnahme verweigert, das Oberste Gericht erlaubte aber seine sowie auch Ialás und Faduls Kandidatur.
Im ersten Wahlgang erreichte er am 19. Juni 2005 als unabhängiger Kandidat den zweiten Platz nach dem Bewerber der PAIGC Malam Bacai Sanhá und vor Ialá. Am 24. Juli siegte er im zweiten Wahlgang mit 52,35 % gegen Sanhá und trat am 1. Oktober 2005 das Amt als Nachfolger von Henrique Pereira Rosa an. Im zweiten Wahlgang wurde er von Ialá, nicht aber von dessen Partei PRS unterstützt. Ein Problem war sein gespanntes Verhältnis zum seit 2004 amtierenden Premierminister Carlos Gomes Júnior, der seinen Parteifreund Sanhá unterstützte. Nach dem ersten Treffen seit der Wahl erklärten sich beide zu einer Cohabitation bereit. Am 29. Oktober 2005 gab Vieira nach erneuten Konflikten die Entlassung von Gomes und seiner Regierung bekannt. Aristides Gomes, einer der 14 Parlamentarier, die im Oktober die 45-köpfige PAIGC-Fraktion verlassen hatten, und der Vieira im Wahlkampf unterstützte, wurde am 2. November 2005 zum Nachfolger bestimmt und sofort vereidigt. Im Parlament waren Vieira und Aristides Gomes auf Ialás PRS angewiesen, die an der neuen Regierung beteiligt wurde. Im Frühjahr 2007 bildete die PAIGC eine Dreierkoalition mit der PRS und der sozialdemokratischen PUSD. Neuer Premierminister wurde Martinho Ndafa Kabi, der aber bereits ein Jahr später von Vieira entlassen wurde.

## Putschversuch 2008 und Ermordung 2009
Die Parlamentswahlen am 16. November 2008 brachten der PAIGC eine stabile Zweidrittelmehrheit im Parlament. Eine Woche nach den Wahlen wurde die Residenz des Staatspräsidenten Ziel eines Putschversuches, die rebellierenden Soldaten konnten aber von Vieras Leibwächtern zurückgeschlagen werden. Der Putschversuch führte zu einer Verschlechterung des Verhältnisses zwischen Vieira und der Militärführung.
Als am 1. März 2009 der Armeechef Guinea-Bissaus, General Batista Tagme Na Waie, bei einem Anschlag auf das Militärhauptquartier getötet wurde, machten Militärangehörige Vieira für das Attentat verantwortlich, auch wenn es keinerlei Beweise für dessen Verwicklung in den Tod Na Waies gibt. Am Morgen des nächsten Tages wurde João Bernardo Vieira von Soldaten erschossen.